# Yoon Jong-gyu
Yoon Jong-gyu (koreanisch 윤종규; * 20. März 1998 in Pohang) ist ein südkoreanischer Fußballspieler.

## Karriere

### Klub
Er begann seine Karriere schon in der U12 der Pohang Steelers, danach spielte er in den Mannschaft der Baekam Middle School sowie der Shingal High School. Zur Saison 2017 wurde er dann schließlich Teil des Kaders vom FC Seoul. Dort erhielt er erst einmal keinen Einsatz, sodass er Ende Juni 2017 an den Gyeongnam FC verliehen wurde. Hier kam er dann aber auch erst am 16. September 2017 in der K-League-2-Partie gegen Daejeon Citizen zum Einsatz, hier stand er auch gleich in der Startelf. Anschließend folgten noch drei weitere Partien, wobei er in seiner letzten in der 29. Minute mit Gelb-Rot vom Platz flog. Anschließend wurde er mit dem Team dann aber auch noch Zweitligameister.
Zur Spielzeit 2018 kehrte er schließlich zu seinem Stammklub zurück und spielt hier auch noch bis heute (Stand November 2022). Hier kam er in der Saison aber auch nur in einer Partie der Hauptrunde zum Einsatz, erst in der Abstiegsrunde kam er dann vermehrt zum Einsatz. Erst ab der Spielzeit 2019 kam er dann schließlich vermehrt durchgehend zum Einsatz.

### Nationalmannschaft
Bereits in den U-Mannschaften kam er zu einigen Einsätzen so durchlief er die U17-, U18,- U19-, U20-, U22- und U23-Teams. Mit diesen nahm er an mehreren Turnieren teil. Darunter die U17-Weltmeisterschaft 2015, die U20-Weltmeisterschaft 2017 sowie die U23-Asienmeisterschaft 2020. Bei letzterer gewann er mit seiner Mannschaft auch den Titel, kam jedoch nur in einem Gruppenspiel zum Einsatz.
Seinen ersten bekannten Einsatz für die südkoreanische Nationalmannschaft hatte er am 17. November 2020 bei einem 2:1-Freundschaftsspielsieg über Katar, hier stand er in der Startelf und spielte auch über die komplette Spielzeit durch.
Danach bekam er aber erst einmal gar keine Einsätze mehr, erst im Sommer 2022 kam er wieder zum Einsatz. Hier wurde er beim 3:0-Sieg über die Volksrepublik China bei der Ostasienmeisterschaft 2022 eingesetzt. Nach zwei weiteren Freundschaftsspielen im Herbst 2022 wurde er im November dann für den finalen Turnier-Kader seiner Mannschaft bei der Endrunde der Weltmeisterschaft 2022 nominiert.